# Concessionari i edifici Renault
El Concessionari i edifici Renault és una obra amb elements racionalistes i mediterranistes de Tarragona inclosa a l'Inventari del Patrimoni Arquitectònic de Catalunya.

## Descripció
Situat a l'entrada de la Via Augusta, que és l'antiga carretera d'accés amb cotxe des de Barcelona, el conjunt Renault presenta diferents edificis. El més baix té una sola planta i és on es troba el concessionari de Renault. El volum està arrebossat i pintat de blanc, seguint els preceptes de l'arquitectura d'època republicana. Està una mica enretirat de la circulació, el que facilita l'entrada de vehicles al solar. La seva morfologia també s'ha relacionat, plàsticament, amb un llenguatge més futurista en plena relació amb el món de l'automòbil i la velocitat. Consta també d'una marquesina de formigó armat.
L'edifici més alt originalment tenia cinc pisos, la planta baixa i l'altell dels quals acollia les oficines Renault. Les tres restants estaven destinades a habitatges. El material més present és el maó, i destacava també la solució de terrasses corregudes a la façana sud-est, que rebien llum directa perquè donàven a la carretera. Les terrasses quedaven protegides per una doble façana que tamisava la llum i unificava les obertures. Hi havia també unes persianes abatibles que cobrien els balcons i feien de mur cortina.
Con a conclusió, per tant, podria dir-se que el conjunt Renault és un dels millors exemples d'arquitectura moderna a Tarragona.

## Història
L'edifici Renault fet per bonet i Puig i Torné és una de les dues construccions que l'empresa d'automòbils tenia a Tarragona, juntament amb el garatge, taller i aparador a càrrec de Josep Maria Monravà realitzat vuit anys abans.
Al 2025 s'inicien unes obres de remodelació total que mantenien una part de la façana original en semicercle del concessionari però el bloc de vivendes fou enderrocat i es contruiren habitatges nous a sobre.